# جوزپه بروسکولوتی
جوزپه بروسکولوتی (انگلیسی: Giuseppe Bruscolotti؛ زادهٔ ۱ ژوئن ۱۹۵۱) بازیکن فوتبال اهل ایتالیا است.
از باشگاه‌هایی که در آن بازی کرده‌است می‌توان به باشگاه فوتبال سورنتو کالچو و باشگاه فوتبال ناپولی اشاره کرد.